# 美洲大赤魷
美洲大赤魷 (Dosidicus gigas)是一種生存在東太平洋秘魯寒流的大型獵食性魷魚，美洲大赤魷(Dosidicus gigas)是美洲大赤魷屬(Dosidicus)該屬的唯一物種。
美洲大赤魷的外套膜長度通常可達1.5公尺（4英尺11英寸），是該家族中最大的成員。美洲大赤魷是全球商業漁業中最重要的魷魚，捕撈量主要集中在智利、秘魯和墨西哥；然而，2015年加州灣因海水變暖而導致的漁業崩潰至今仍未恢復。美洲大赤魷與魷魚科的其他成員一樣，擁有色素細胞，可以快速改變體色，即所謂的“變色”，即皮膚從紅色快速變為白色。它們的壽命相對較短，只有1-2年。美洲大赤魷以對人類具有攻擊性而聞名，儘管這種行為可能只發生在進食時間。